# Martiniano Leguizamón
Martiniano Leguizamón né le 28 avril 1858 à Rosario del Tala, (Entre Ríos), mort le 26 mars 1935 à González Catán, est un écrivain argentin. 

## Biographie
Martiniano Leguizamón est le fils du colonel Martiniano Leguizamón (Militaire), qui participa aux guerres civiles de son pays. Martiniano grandit en zone rurale, dans le ranch familial de Rincón del Calá. Il a deux frères Honorio Leguizamón et Onesimo Leguizamón.
Il termine ses études secondaires au Colegio Nacional de Concepción del Uruguay'. En 1877, à la suite de la suppression des bourses d'études pour les étudiants, il fonde, avec plusieurs compagnons, la société éducative « La Fraternidad », qui subsiste encore aujourd'hui. Il est diplômé en droit de l'Université de Buenos Aires.
Il est professeur à l'Université et dans plusieurs écoles secondaires, et préside le Conseil national des écoles et de la Société argentine des auteurs.
Il meurt en 1935 dans la campagne, à 34 km du centre de la ville de Buenos Aires. Son corps repose au cimetière de Recoleta.

## Œuvres
- 1896 - Calandria (théatre) - Editorial del Cardo 1896
- 1896 - Recuerdos de la tierra (relatos).
- 1900 - Montaraz (nouvelle).
- 1906 - Alma nativa (poésie).
- 1908 - De cepa criolla - "El Pasado Argentino", Buenos Aires, Edition Solar (1961)
- 1909 - Urquiza y la casa del Acuerdo: Contribution Historique.
- 1911 - La última velada.
- 1911 - Páginas Argentinas - Critique littéraire et historique.
- 1915 - La casa natal de San Martín
- 1917 - Fiesta en la estancia
- 1917 - El primer poeta criollo del Río de la Plata, 1788-1822:
- 1935 - La cuna del gaucho (editado póstumamente en 1935).
- 1935 - Papeles de Rosas.